# 하비스 오사카
하비스 오사카(일본어: ハービスOSAKA, 영어: HERBIS OSAKA)는 일본 오사카부 오사카시 우메다에 있는 마천루이다. 쇼핑몰과 레스토랑, 호텔 브랜드인 리츠칼튼 호텔이있으며, 지하에도 고급 브랜드 매장들이 있다.

## 같이 보기
- 일본의 마천루 목록
- 오사카부의 마천루 목록